# María del Pilar Teresa Cayetana de Silva y Álvarez de Toledo
| Hertiginnan av Alba och hennes make Hertigen av Medina-Sidonia porträtterade av Francisco Goya 1795. |  | Hertiginnan av Alba och hennes make Hertigen av Medina-Sidonia porträtterade av Francisco Goya 1795. |
| Hertiginnan av Alba och hennes make Hertigen av Medina-Sidonia porträtterade av Francisco Goya 1795. |  | |

María del Pilar Teresa Cayetana de Silva y Álvarez de Toledo y Silva-Bazán, född 10 juni 1762 i Madrid, död 23 juli 1802 i Madrid, den 13:e hertiginnan av Alba, är mest känd genom Francisco de Goyas många porträtt av henne.

## Biografi
María Teresa, som hon kallades i sin familjemiljö, tillhörde en av den spanska adelns förnämsta släkter – huset Alba. 14 år gammal ärvde hon 1776 titeln hertiginna av Alba, och ytterligare ett tjugotal adliga titlar, samt släktens egendomar. Genom giftermålet med hertigen av Medina-Sidonia blev hon och hennes man det förmögnaste paret i Spanien.  De enda som kunde konkurrera med dem i fråga om rikedom och börd var den mäktiga adliga släkten Osuna och det spanska kungahuset, vilket under denna tid var en gren av huset Bourbon.
María Teresa omtalades för sin skönhet, sinnlighet, liberala livsstil och exklusiva klädsel. För eftervärlden är hon främst känd genom de många porträtt Francisco de Goya målade av henne. Det har spekulerats i om han var hennes älskare, men detta har aldrig kunna beläggas. Troligen var klasskillnaden för stor för att detta skulle vara möjligt. Spekulationerna bygger framförallt på antagandet att María Teresa stod modell för Goyas målningar Den nakna maja och Den klädda maja. Emellertid kan inte heller detta beläggas, och modell för ”maja” i målningarna var sannolikt Pepita Tudó, älskarinna och sedermera hustru till den spanske premiärministern Manuel de Godoys.
María Teresa blev änka 1796. Hon hade inga biologiska barn med adopterade en färgad flicka med namnet Maria de la Luz. 

### Död
María del Pilar Teresa Cayetana de Silva y Álvarez de Toledo y Silva-Bazán dog 1802, endast 40 år gammal, av tuberkulos och feber. Vissa rykten gjorde gällande att hon giftmördats men vid en undersökning av hennes kvarlevor som genomfördes 1945 fann man inget som tydde på det.

## Galleri

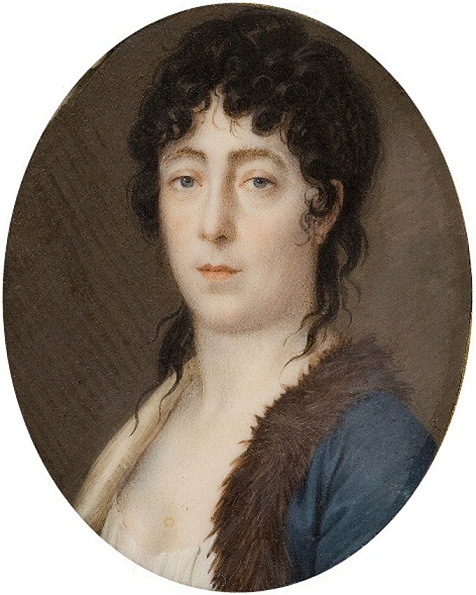
María Teresa de Silva, c.1805
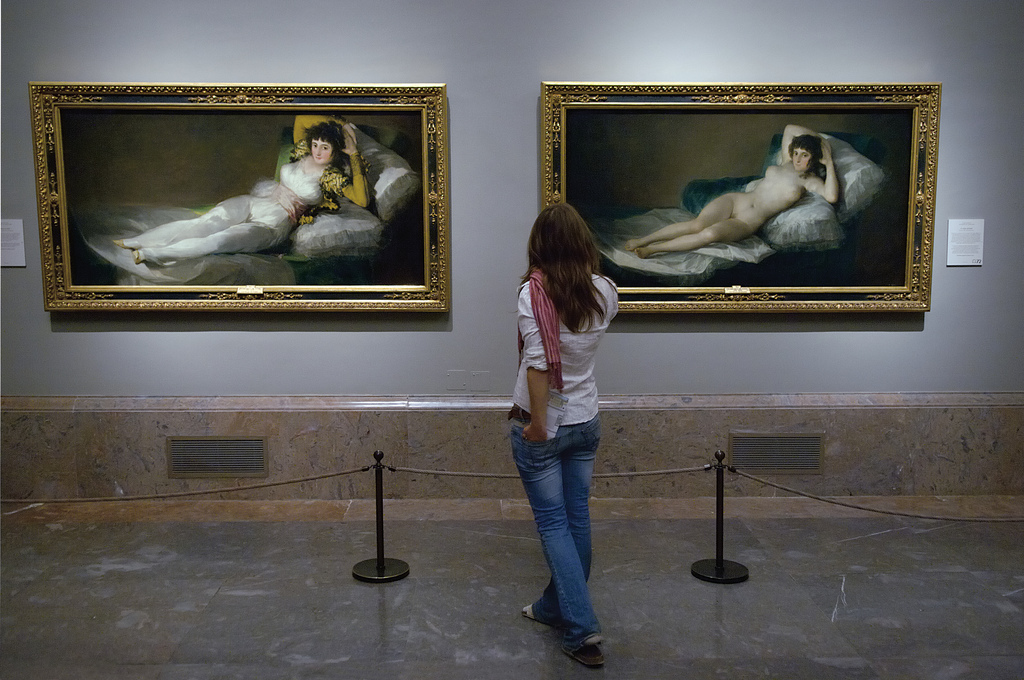
Goyas målningar Den klädda maja och Den nakna maja på Pradomuseet i Madrid. Modell för den "maja" som avbildas är troligen inte hertiginnan av Alba utan Pepita Tudó.